# Saint-Hilaire-de-Voust
Saint-Hilaire-de-Voust är en kommun i departementet Vendée i regionen Pays de la Loire i västra Frankrike. Kommunen ligger i kantonen La Châtaigneraie som tillhör arrondissementet Fontenay-le-Comte. År 2022 hade Saint-Hilaire-de-Voust 628 invånare.

## Befolkningsutveckling
Antalet invånare i kommunen Saint-Hilaire-de-Voust
| Referens: INSEE |